# Juridisch adviseur
Een juridisch adviseur is een jurist die, al dan niet als zelfstandig ondernemer, opdrachten aanneemt van bedrijven, particulieren of overheden op specialistisch gebied.

## Beroep
Anders dan bij de advocaat is juridisch adviseur geen beschermd beroep. Iedereen kan zich juridisch adviseur noemen. Hij heeft meestal wel enigerlei opleiding Nederlands recht voltooid en ervaring opgedaan op een bepaald specialistisch gebied. In 1928 is de Nederlandse Vereniging van Rechtskundig Adviseurs (NVRA) opgericht, waar rechtskundig hulpverleners lid van kunnen worden. Leden dienen een rechtenstudie te hebben voltooid. Een andere beroepsorganisatie is de Beroepsorganisatie voor Bedrijfsjuridisch Adviseurs (NEVOA). Daarbij aangeslotenen hebben rechten gestudeerd. Vaak werken zij samen met accountants en belastingadviseurs. Zij adviseren met name MKB-ondernemingen en richten zich vooral op een duurrelatie met hun cliënten. Anders dan bij advocaten, notarissen en deurwaarders is het lidmaatschip van deze verenigingen echter niet wettelijk verplicht. Buiten de vrijwillige beroepsorganisaties is er geen toezicht op de kwaliteit van het werk van juristen. Hierdoor kunnen mensen die vanwege beroepsfouten zijn geschrapt als advocaat of notaris zonder problemen werken als jurist/juridisch adviseur. 
Juridische adviseurs kunnen specialist zijn op een bepaald rechtsgebied en profileren zich daar dan mee. Zij werken veelal op bepaalde afgekaderde rechtsgebieden, zoals het ondernemingsrecht, de ruimtelijke ordening of het financieel recht. Abusievelijk wordt daarom wel gemeend dat het verschil met de advocatuur er in bestaat dat de advocaat gespecialiseerd is op het gebied van het procesrecht, en de juridisch adviseur inhoudelijk gespecialiseerd. Dit is echter een misvatting, temeer daar in de advocatuur al vele decennia sprake is van verregaande specialisatie, terwijl sommige juristen ook zelfstandig procederen. 